# قبرة السيل
قبرة السيل (الاسم العلمي: Grallina bruijnii)، نوع من الطيور المنتمية إلى جنس طائر الطوالتان وفصيلة السُلطانيات. يوجد في غينيا الجديدة. موائله الطبيعية هي غابات الأراضي الرطبة شبه الاستوائية أو الاستوائية والغابات الجبلية الرطبة المدارية أو شبه الاستوائية.